# Tour des Albizi
La Torre des Albizi (en italien :   Torre degli Albizi) qui se trouve à côté du palais Albizzi à Borgo degli Albizzi, dans le centre historique  de  Florence, est un édifice de style florentin du XIVe siècle.

## Histoire
La tour doit son nom à ses propriétaires, la famille florentine des Albizzi (XIVe siècle) 
Cette famille possédait de nombreux édifices dans le centre de Florence, concentrés surtout sur le quartier qui prend leur nom (Borgo degli Albizzi). 
Le chef de la famille, Rinaldo degli Albizzi, a été exilé pour son opposition politique à Cosme de Médicis (1434),. Néanmoins, une partie de la famille, groupée autour de Luca degli Albizzi partisan de Cosme, a été graciée et put rester en ville.
La tour est une propriété privée et ne peut être visitée.

## Architecture
La tour est bien conservée et a été probablement restaurée en époque du Moyen Âge tardif.
La tour comporte trois niveaux avec deux grandes fenêtres alignées à chaque étage surmontées par un arc avec des corniches marcapiano.

## Sources
- (it) Cet article est partiellement ou en totalité issu de l’article de Wikipédia en italien intitulé « Torre degli Albizi » (voir la liste des auteurs).